# Shogun (álbum)
Shogun (将军 Shōgun) es el cuarto álbum de la banda de heavy metal estadounidense Trivium. El álbum fue lanzado en todo el mundo en diversas fechas entre el 23 de septiembre y 1 de octubre de 2008 a través de Roadrunner Records. Comenzaron a trabajar en el disco con el productor Nick Raskulinecz en octubre de 2007, con la banda afirmando que no optó por trabajar con Jason Suecof otra vez más debido al hecho de que querían explorar nuevas ideas. La canción del álbum, "Into the Mouth of Hell We March", apareció en la banda sonora del videojuego Madden NFL 09. Otra canción del álbum, "Down from the Sky", aparece en la banda sonora de WWE SmackDown vs Raw 2010. 

## Promoción
El 16 de junio de 2008, Trivium publicó un boletín en su perfil de Myspace titulado "Actualización del nuevo álbum", con un vídeo de YouTube que confirmaba que el álbum sería lanzado el 30 de septiembre de 2008, por Roadrunner Records. La primera canción del nuevo álbum, "Kirisute Gomen", estuvo disponible como descarga digital gratuita el 31 de julio de 2008 a través de la página web del Roadrunner solamente por 24 horas. El 8 de agosto de 2008 se reveló la portada del álbum. El 12 de agosto de 2008 el cuarto tema del nuevo disco: "Into the Mouth of Hell We March", se puso a la venta en iTunes. La tercera pista y el primer sencillo del álbum "Down from the Sky" se pusieron a la venta en iTunes, así como en las tiendas el 1 de septiembre de 2008. El día siguiente fue publicado el vídeo musical de "Down from the Sky" en el Myspace de la banda. La banda más tarde subió "Throes of Perdition" a su página de MySpace el 17 de septiembre de 2008; el 23 de septiembre de 2008 se añadió el álbum completo.

## Temas musicales y letras
"La razón por la que elegimos esta palabra se debe a que cuando se piensa en una palabra como shogun, que hace surgir todas estas imágenes vívidas y narración de cuentos, especialmente cuando se ve en la definición. Es el mayor general militar de alto rango en la época japonesa. Realmente nos gustó. Pensamos que era un nombre apropiado para el álbum". 
-Matt Heafy, About.com
Shogun presenta el regreso de las voces gritadas de Matt Heafy y es también el primer álbum de la banda, producido por Nick Raskulinecz. En una entrevista de About.com, Heafy se describe la dirección musical del álbum como una combinación de varios aspectos, incluyendo: "El pasado, presente y futuro de Trivium, todos en un CD" y que es el "siguiente paso evolutivo". Cuando se le preguntó sobre el cambio en su estilo de cantar, dijo: "Es el tipo de cosa que sucedió naturalmente".
El grupo no quería hacer un álbum en donde todas las canciones tuvieran el mismo estilo de cantar, como en The Crusade, por lo que decidieron dejar fluir la música de forma natural y sin prejuicios. A diferencia de The Crusade en el cual algunas canciones se centraban en asesinatos famosos y controvertidos y en delitos, este álbum tiene un par de canciones que tienen que ver con los japoneses antiguos / la mitología griega. Las canciones suelen tener significados ocultos que deben ser interpretados por el oyente. Temas basados en las historias de la pena de Prometeo: "Of Prometheus And The Crucifix", monstruos marinos Escila y Caribdis: "Torn Between Scylla and Caribdis", los viajes de Ulises: "Into the Mouth of Hell We March", el titán Kronos devora a sus hijos: "He Who Spawned the Furies ", y de la ninfa Calisto están presentes.

## Recepción de la crítica
Shogun vendido 24.000 copias en los Estados Unidos en su primera semana de lanzamiento, y el debut en el número 23 en la lista Billboard 200, y el top 100 en otros 18 países, incluyendo # 6 en las listas internacionales de Japón, # 4 en el Hard Canadá Rock Charts, # 1 en las listas de rock del Reino Unido y # 4 en las listas australianas. El álbum recibió críticas positivas en general, con Chad Bowar de About.com al elogiar el progreso de la banda en la composición, así como su maestría musical. Bowar termina su examen diciendo: "Shogun no silenciará a las legiones de los críticos de Trivium, pero creo que a la mayoría de los aficionados les gustará la voz áspera junto con grandes riffs y melodías memorables." Eduardo Rivadavia, All Music Guide describe Shogun como "El álbum de Trivium más exigente y ambicioso hasta ahora. " Ed Thompson IGN escribió que con el lanzamiento de su cuarto álbum de larga duración "la banda ha hecho lo que era absolutamente necesario hacer. " Las ideas de la banda y las influencias fueron elogiadas por Thompson y consideró Shogun como el mejor de sus primeros cuatro álbumes. Thompson también define Shogun como el mayor esfuerzo de la banda "hasta la fecha". En marzo de 2009, el álbum ha vendido alrededor de 70.000 copias en los Estados Unidos desde su lanzamiento a finales de septiembre, según Nielsen SoundScan.

## Lista de canciones
Todas las canciones escritas por Trivium
1. "Kirisute Gomen" – 6:27
2. "Torn Between Scylla and Charybdis" – 6:49
3. "Down from the Sky" – 5:34
4. "Into the Mouth of Hell We March" – 5:52
5. "Throes of Perdition" – 5:54
6. "Insurrection" – 4:57
7. "The Calamity" – 4:58
8. "He Who Spawned the Furies" – 4:07
9. "Of Prometheus and the Crucifix" – 4:40
10. "Like Callisto to a Star in Heaven" – 5:25
11. "Shogun" – 11:54

Edición especial Bonus Track
1. "Poison, the Knife or the Noose" – 4:14
2. "Upon the Shores" – 5:21
3. "Iron Maiden" (Iron Maiden cover) – 3:43

Iron Maiden es tomado del álbum Maiden Heaven, un álbum tributo que realizó la revista británica Kerrang!.

## Edición especial DVD
- The Making of Shogun - documental sobre el making of del álbum.
- Shogun: The Riffs - vídeos didácticos para guitarra y bajo.

## Personal
- Matt Heafy - Vocalista, guitarra principal y secundaria
- Corey Beaulieu - Guitarra principal y secundaria
- Paolo Gregoletto - Bajo
- Travis Smith - Batería
- Nick Raskulinecz – Productor
- Colin Richardson – Mezclador